# Louis Moilliet
Louis-René Moilliet (6 octobre 1880 à Berne - 24 août 1962 à Vevey) est un peintre et concepteur de vitrail suisse.
Avec Paul Klee et August Macke, il passèrent du temps à peindre et à voyager.